# Toray Pan Pacific Open 2007
Toray Pan Pacific Open 2007 — жіночий тенісний турнір, що проходив на закритих кортах з килимовим покриттям Токійського палацу спорту в Токіо (Японія). Це був 24-й за ліком Toray Pan Pacific Open. Належав до турнірів 1-ї категорії в рамках Туру WTA 2007. Тривав з 27 січня до 4 лютого 2007 року. Мартіна Хінгіс здобула титул в одиночному розряді.

## Переможниці та фіналістки

### Одиночний розряд
Мартіна Хінгіс —  Ана Іванович, 6–4, 6–2
- Для Хінгіс це був 43-й титул за кар'єру і 5-й у Токіо після 1997, 1999, 2000 і 2002 років.

### Парний розряд
Ліза Реймонд  /  Саманта Стосур  —  Ваня Кінґ /  Ренне Стаббс, 7–6(8–6), 3–6, 7–5
- Для Реймонд це був 61-й титул за кар'єру, для Стосур - 18-й. Це був їхній 20-й титул в складі однієї пари. Для Реймонд це був 4-й титул у Токіо, рік перед тим вона виграла його також зі Стосур, а у 2001 та 2002 роках - з Ренне Стаббс.